# Уссельйо
Уссельйо (італ. Usseglio, п'єм. Ussèj) — муніципалітет в Італії, у регіоні П'ємонт,  метрополійне місто Турин.
Уссельйо розташоване на відстані близько 570 км на північний захід від Рима, 45 км на північний захід від Турина.
Населення — 209 осіб (2014).
Щорічний фестиваль відбувається 15 серпня. Покровитель — Maria Assunta.

## Демографія
Населення за роками:

Станом на 1 січня 2023 року в муніципалітеті офіційно проживало 5 іноземців з 4 країн, серед них 2 громадяни країн Євросоюзу та 1 громадянин України.

## Сусідні муніципалітети
- Бальме
- Бессан (Франція)
- Бруцоло
- Буссолено
- К'янокко
- Кондове
- Лем'є
- Момпантеро
- Новалеза